# Еберхард фон Венинген
Еберхард фон Венинген (на немски: Eberhard von Venningen; * 1519; † ок. 1573) е благородник от швабския рицарски род Венинген от Крайхгау, господар на Айхтерсхайм (днес в Ангелбахтал) в Баден-Вюртемберг.
Той е син на Лудвиг фон Венинген (ок. 1490 – 1539), господар на Цуценхаузен, и съпругата му Агнес Нотхафт фон Хоенберг († 1549), дъщеря на Вернер Нотхафт фон Хоенберг († 1492) и Анна фон Щерненфелс († 1528). Внук е на Георг фон Венинген, господар на Хилсбах († 1503) и Катарина фон Хелмщат († 1505), дъщеря на Георг фон Хелмщат († сл. 1457) и Катарина фон Виндек († сл. 1457). Правнук е на Еберхард фон Венинген, дворцов майстер в Шпайер († 1489), и Анна фон Дотенхайм († ок. 1488). Роднина е на Зигфрид III фон Венинген († 1459), епископ на Шпайер (1456 – 1459), и на Йохан V фон Венинген († 1478), епископ на Базел (1458 – 1478).
Братята му са Лудвиг, баденски дворцов майстер, и Йохан, главен фогт в Лауфен. Сестра му Урсула фон Венинген (* ок. 1522 – сл. 1583) е омъжена за Вернер фон Цайзкам (* ок. 1516 – сл. 1573).
От 1522/1523 г. господарите фон Венинген въвеждат реформацията в селата си. Фамилията получава селището Айхтерсхайм от Курпфалц и през втората половина на 16 век построява там господарска резиденция.

## Фамилия
Еберхард фон Венинген се жени за Магдалена Ландшад фон Щайнах (* ок. 1510; † 1575), дъщеря на Блайкард Ландшад фон Щайнах († 1519 – 1520) и Магдалена Никс фон Хоенберг-Енцберг († сл. 1536). Те имат децата:
- Анна Мария († 1585), омъжена за Филип Кристоф Лемлин († 1596)
- Маргарета, омъжена за Каспар фон Калтентал цу Озвайл
- Доротея, омъжена за Йохан Якоб фон Райшах цу Райхенщайн (1529 – 1591)
- Анна Агнес (* ок. 1543; † 1608), омъжена за Еразмус фон Хелмщат (* ок. 1530; † 1584, син на Адам фон Хелмщат (ок. 1500 – 1572) и съпругата му Хелена фон Зекендорф († ок. 1548)
- Плайкард, женен за Мария фон Венинген
- Георг, женен за Ева Бьоклин фон Бьоклинзау († 1589)